# Gillo Dorfles
Gillo Dorfles (Trieste, 12 de abril de 1910 - Milão, 2 de março de 2018), foi um crítico de arte, pintor e filósofo italiano.

## Biografia
Professor de estética na Universidade de Trieste e Milão, em 1948, foi um dos fundadores do Movimento Arte Concreta (junto com Atanasio Soldati, Mazzon Galliano, Gianni Monnet, Bruno Munari) e em 1956 fez a sua contribuição para a implementação de ADI (Associazione per il Disegno Industriale).
Ao longo de 1950 participa de inúmeras exposições no MAC, na Itália e no estrangeiro: exibindo suas pinturas à Biblioteca de Salto em Milão em 1949 e 1950 e em numerosas exposições colectivas, incluindo a exposição de 1951 na Galeria de Bompiani Milão, uma exposição itinerante no Chile e na Argentina em 1952, e da grande exposição "Experiências com a síntese das artes", realizada em 1955 na Galleria del Fiore, em Milão. Em 1954 faz parte de uma seção italiana da Espace.

## Selecção de obras em italiano
- Elogio della disarmonia. Arte e vita tra logico e mitico, Nuova edizione, Skira, Milano 2009
- L’intervallo perduto, Skira, Milano 2006
- Le oscillazioni del gusto. L’arte oggi tra tecnocrazia e consumismo, Skira, Milano 2004
- Nuovi riti, nuovi miti, Skira, Milano 2003
- Artificio e natura, Skira, Milano 2003

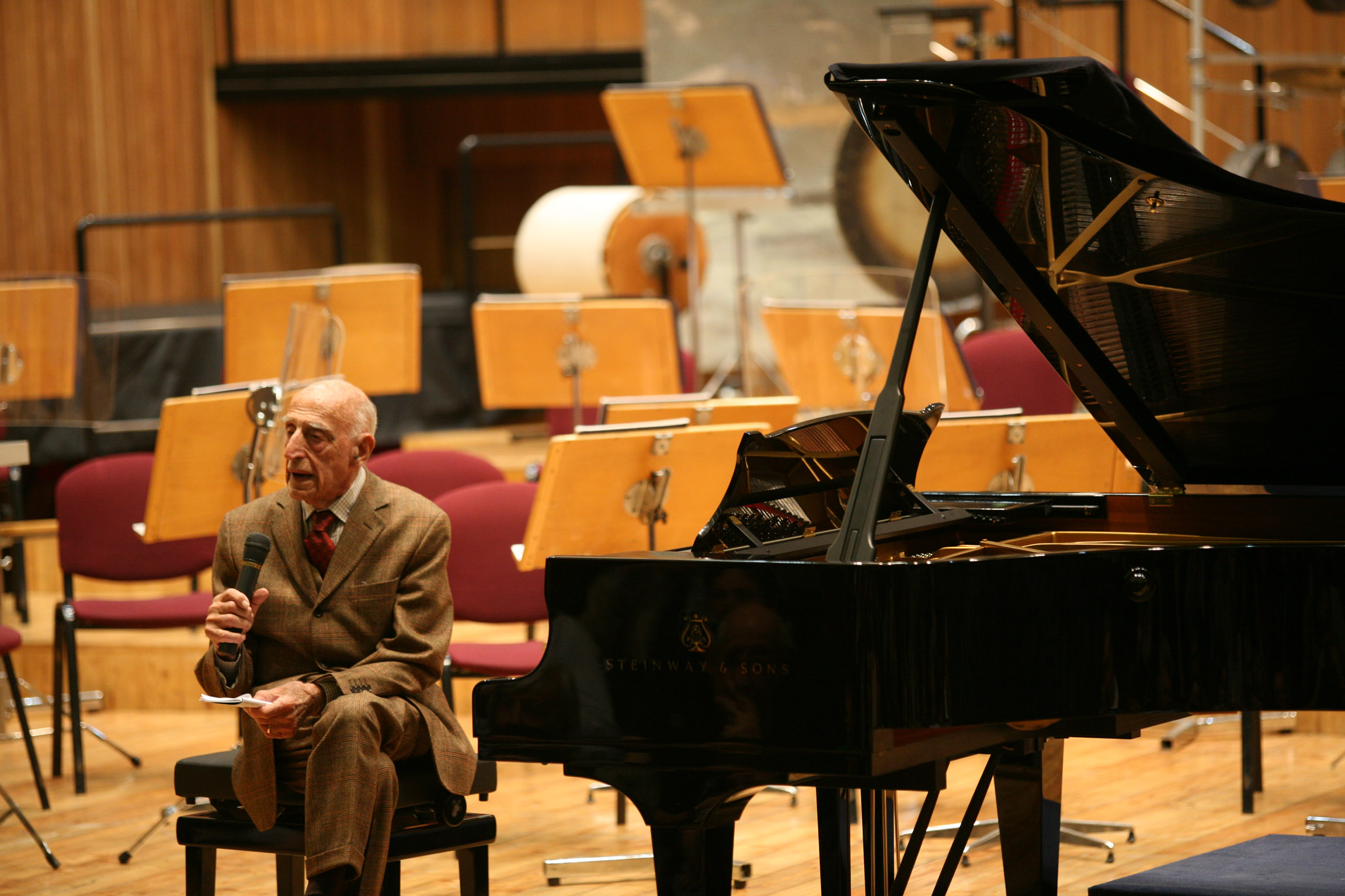
Gillo Dorfles durante um seminário em 2008

- Conformisti. La morte dell’autenticità, Castelvecchi, Roma 2009
- Fatti e fattoidi. Gli pseudoeventi nell’arte e nella società, Castelvecchi, Roma 2009
- Horror pleni. La (in)civiltà del rumore, Castelvecchi, Roma 2008
- Arte e comunicazione. Comunicazione e struttura nell’analisi di alcuni linguaggi artistici, Mondadori Electa, Milano 2009
- La (nuova) moda della moda, Costa & Nolan, Milano 2008
- Lacerti della memoria. Taccuini intermittenti, Compositori, Bologna 2007
- Discorso tecnico delle arti, Marinotti, Milano 2004
- Il divenire delle arti, Bompiani, Milano 2002
- Simulacri e luoghi comuni, TempoLungo, Napoli 2002
- Ultime tendenze nell’arte d’oggi. Dall’informale al neo-oggettuale, Feltrinelli, Milano 2001
- Mode e modi, Mazzotta, Milano 2010
- Il Kitsch. Antologia del cattivo gusto, Edizione aggiornata, Mazzotta 2010

## Honrarias
- Ordem de Mérito de 1ª Classe - Cavaleiro de Grã Cruz: — Roma, 23 de dezembro de 2015[3]

- Medalha aos beneméritos da cultura e da arte: — Roma, 20 de abril de 2006[4]